# Umbeliferon
Umbeliferon, 7-hydroksykumaryna – organiczny związek chemiczny, jedna z najczęściej spotykanych w przyrodzie kumaryn. Zwykle występuje w wolnej postaci aglikonu. Posiada zdolność do absorpcji ultrafioletowej części promieniowania słonecznego, należy do substancji fotochronnych. Pochodne umbeliferonu mają zastosowanie w produkcji kosmetyków przeciwsłonecznych. Działa fotouczulająco.